# 沸湖

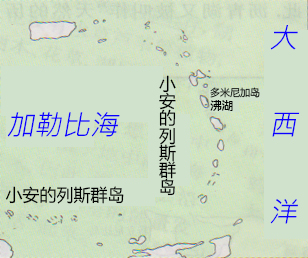
沸湖的地理位置

沸湖（Boiling Lake）是多米尼克的一个奇异湖泊。位于加勒比海的小安的列斯群岛上，藏身于岛屿南部火山区的山谷中。湖泊长度不长于90米，但是又陡又深，离岸不远处，湖水已深达90米。
沸湖这个湖泊的水温一般都在82°C——91°C左右，湖中心完全是一直处于沸腾的状态。原来沸湖是由一眼间歇泉形成的。在湖底有一个圆形喷孔，当喷泉停歇时期，湖水因缺乏水量补给而干枯。然而一旦喷发，则地动山摇、群山轰鸣，热流从湖底涌出，湖面烟雾缭绕，热气腾腾，有时还会形成高达二三米的水柱，冲天而起。所以“沸湖”也由此得名。

## 外部連結
- The Boiling Lake and Trail Photos （页面存档备份，存于）
- Boiling Lake trail and hike （页面存档备份，存于）
- Boiling Lake rope traverse by explorer George Kourounis （页面存档备份，存于）
- Pictures
  - The Boiling Lake Photo Gallery （页面存档备份，存于）